# The Ting Tings
The Ting Tings består af Jules De Martino og Katie White. Begge har tidligere slået deres folder i diverse indie-bands, inden de sammen med Simon Templeman dannede trioen Dear Eskiimo, som pga. kreative uoverensstemmelser dog siden gik i opløsning.
Derefter rykkede Jules og Katie ind i kunstnerkollektivet Islington Mill i Manchester, som er et kreativt miljø for folk med interesser inden for musik, film og teater og huser bl.a. bl.a. kunstgallerier og indspilningsstudier.
Jules De Martino og Katie White dannede The Ting Tings i 2006 og begyndte at spille deres musik til egne arrangementer, som efterhånden blev legendariske og umulige at få billetter til.
I slutningen af 2007 fik The Ting Tings en pladekontrakt med et stort etableret selskab og arbejdede på deres kommende debutalbum og en sound, der ligger et sted mellem LCD Soundsystem og canadiske Peaches.
Debutsinglen, "Great DJ", var uundgåelig på P3 i begyndelsen af marts 2008.
Debutalbummet We Started Nothing udkom i maj 2008.

## Diskografi
- We Started Nothing (2008)
- Sounds from Nowheresville (2012)
- Super Critical (2014)
- The Black Light (2018)